# تیم ملی هندبال ژاپن
تیم ملی هندبال ژاپن نمایندهٔ کشور ژاپن در مسابقات بین‌المللی ورزش هندبال است.